# Distretto di Otlukbeli
Il distretto di Otlukbeli (in turco Otlukbeli ilçesi) è uno dei distretti della provincia di Erzincan, in Turchia.